# Аль-Джаад ибн Дирхам
Аль-Джа́ад ибн Ди́рхам (?—724) — первый представитель джабаритского толка в исламе, был учителем Джахма ибн Сафвана, который стал основателем джахмизма.

## Биография
Аль-Джаад родился в Хорасане, был вольноотпущенником рода Бану Марван, затем обосновался в Дамаске. По сообщениям Ибн Асакира и других историков, аль-Джаад перенял свои взгляды у Баяна ибн Самаана, который в свою очередь обучился этому у Талута, сына сестры Лабида ибн аль-Асама, который был колдуном и однажды наслал порчу на самого Мухаммеда. Лабид ибн аль-Асам, в свою очередь, был учеником йеменского иудея.
Во время пребывания в Дамаске аль-Джаад ибн Дирхам впервые объявил еретические идеи о «сотворённости Корана» и, опасаясь Омейядских правителей, был вынужден перебраться в Куфу (Ирак), где и встретился со своим будущим последователем Джахмом ибн Сафваном. Другим известным последователем Ибн Дирхама был будущий последний халиф Омейядского халифата Марван ибн Мухаммад, известный как «Марван аль-Джаади».
Но и в Куфе он не смог найти убежища и был обезглавлен омейядским наместником Ирака Халидом аль-Касри в 724 году, в праздник жертвоприношения у подножия минбара мечети. Передаётся, что перед этим Халид сказал такую речь:

О, люди! Делайте жертвоприношение, да примет Аллах ваши жертвы! Воистину, я приношу в жертву аль-Джаада ибн Дирхама. Воистину, он заявил о том, что Аллах не брал [пророка] Ибрахима (Авраам) своим близким другом и не разговаривал с Мусой (Моисеем). Возвышен Аллах от всего того, что говорил аль-Джаад!
— Это сообщение содержится у аль-Бухари, Ибн Абу Хатима, аль-Байхаки, Абдуллаха ибн Ахмада и в «Истории» Ибн Асакира.